# عقيان
العِقْيَان أي الذهب، للون أزهاره الصفراء (الاسم العلمي: Aurinia Desv) جنس نباتي يتبع القبيلة الأليساوية والفصيلة الكرنبية.